# Hill GH1
Hill GH1 – bolid Formuły 1 zespołu Embassy Hill używany w sezonie 1975.
Był to pierwszy całkowicie wykonany samochód przez team Embassy, napędzany silnikiem Forda. Andy Smallman, projektant GH1, wzorował się na projekcie bolidu z poprzedniego sezonu – Lola T370. Za kierownicą GH1 3 punkty dla zespołu zdobyli Tony Brise oraz Alan Jones.